# Rhopalizus viridescens
Rhopalizus viridescens är en skalbaggsart som först beskrevs av Thomson 1858.  Rhopalizus viridescens ingår i släktet Rhopalizus och familjen långhorningar.
Artens utbredningsområde är Gabon. Inga underarter finns listade i Catalogue of Life.